# San Martino (Benátky)
San Martino je benátský kostel ve čtvrti Castello. V minulosti byl kostelem několika benátských bratrstev a cechu ucpávačů spár z Arzenálu.

## Historie
Od 10. století, kdy byl založen, prodělal několik rekonstrukcí (na přelomu 16. a 17. století také jednu podle návrhu Jacopa Sansovina). Konečnou podobu fasády vytvořili na konci 19. století Federico Berchet a Domenico Rupola.

## Stavba
Budova má půdorys řeckého kříže. Přiléhá k ní Scuola di San Martino, postavená ve stejném stylu: cihlová stavba s dekorativními prvky z bílého mramoru.

### Interiér

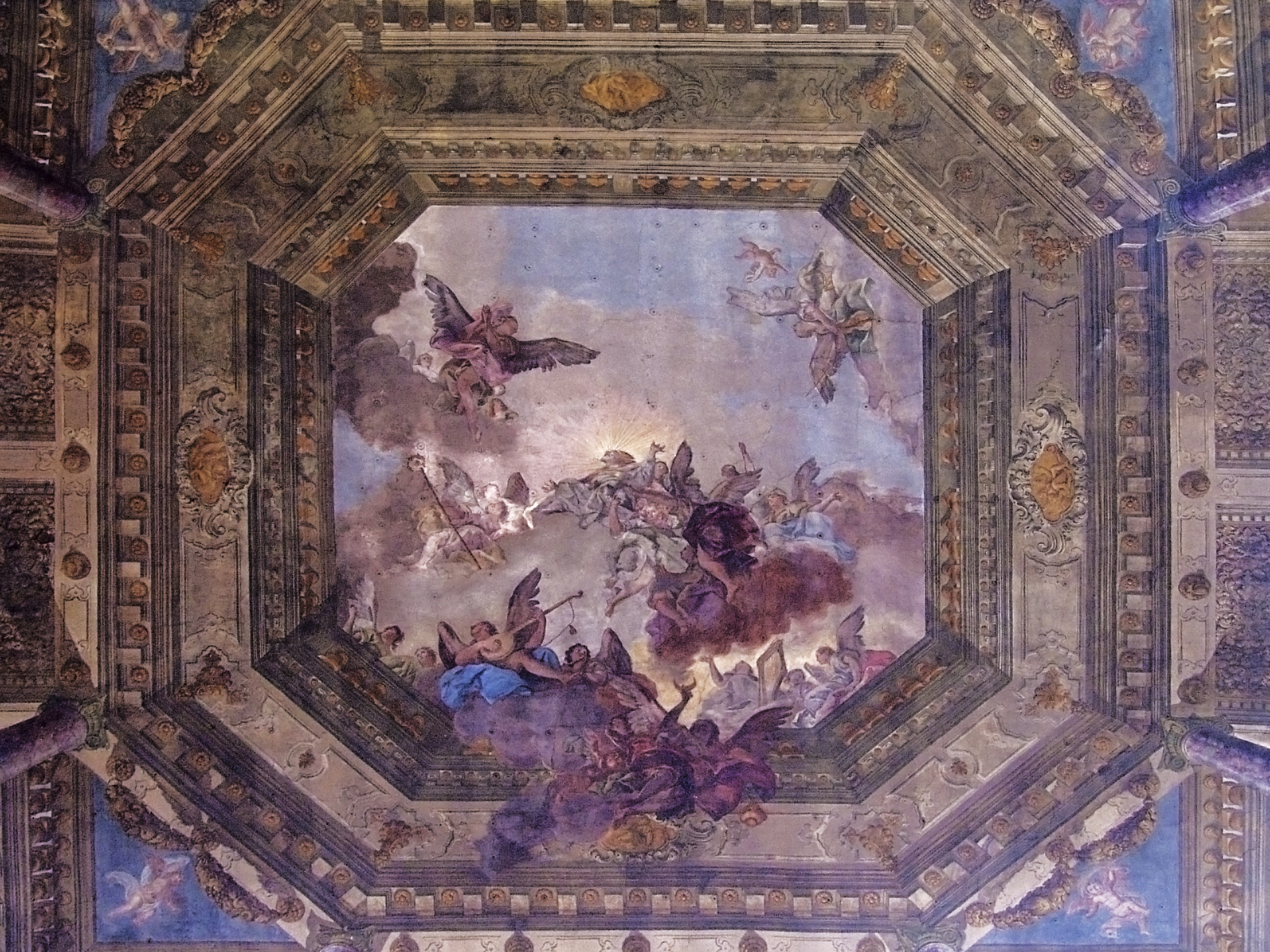
Svatý Martin ve slávě od Domenica Bruniho (strop)

Kostel má osm kaplí. Do pravé stěny stavby, kolem vchodových dveří, je včleněn honosný náhrobek dóžete Francesca Erizza, údajně od Mattea Carneriho.

- Malířská výzdoba
  - Svatý Martin ve slávě od Domenica Bruniho (strop)
  - Fresky Fabia Canala (velká kaple)
  - Fresky Antonia Zanchiho a Domenica Bruniho (strop zakristie)
  - Madona della Passione – obraz ze 17. století (zákristie)